# Бурошапочный горихвостковый певун
Бурошапочный горихвостковый певун (лат. Myioborus brunniceps) — вид птиц семейства древесницевых (Parulidae). Подвидов не выделяют. Распространены в Южной Америке.

## Таксономия
Вид впервые описан французскими натуралистами Фредериком де Лафресне и Альсидом д'Орбиньи в 1837 году под биноменом Setophaga brunniceps на основании экземпляров, добытых в Боливии.

## Описание
Бурошапочный горихвостковый певун достигает длины тела 13 см; длина крыла варьирует от 5,9 до 6,6 см. Оперение головы серое с красновато-коричневым пятном на макушке, а лоб и уздечка черновато-серые. Над уздечкой проходит белая полоса. Белое кольцо вокруг глаза прерывистое. Верхняя часть тела серого цвета с чётко выделяющимися оливковыми пятнами на мантии. Спина и туловище имеют оливковый оттенок. Крылья черноватые с узкими серыми краями. Нижняя часть тела жёлтого цвета. Хвост черноватый с белыми внешними краями. Кроющие перья нижней части хвоста белые, клюв и лапы черноватые.

## Распространение и места обитания
Ареал бурошапочного горихвосткового певуна находится в Андах Боливии и Аргентины. Обитает во влажных горных лесах, а также на опушках лесов и вырубках на высоте от 1400 до 3000 метров над уровнем моря. Встречаются поодиночке, парами или небольшими стайками, часто присоединяются к смешанным группам птиц. Питаются насекомыми в нижних и средних ярусах леса, в основном на высоте от 2 до 8 метров от земли.